# Aleksander Halik
Aleksander Halik – poseł do Sejmu Krajowego Galicji II kadencji (1867–1869), włościanin z Lipnik.
Wybrany w IV kurii obwodu Przemyśl, z okręgu wyborczego nr 18 Mościska-Sądowa Wisznia.